# Armadillidium kuehnelti
Armadillidium kuehnelti is een pissebed uit de familie Armadillidiidae. De wetenschappelijke naam van de soort is voor het eerst geldig gepubliceerd in 2006 door Schmalfuss.